# بارتوشوویتسه ف اورلیتسکیخ هوراخ
بارتوشوویتسه ف اورلیتسکیخ هوراخ (به چکی: Bartošovice v Orlických horách) یک منطقهٔ مسکونی در جمهوری چک است که در ناحیه ریخنوف ناد کنیژنوو واقع شده‌است. بارتوشوویتسه ف اورلیتسکیخ هوراخ ۱۹۵ نفر جمعیت دارد. مردم آن پیرو دین مسیحی هستند.